# Liste der Bischofsburgen im Deutschordensstaat
Diese Liste führt Bischofsburgen und bischöfliche Vasallenburgen des Erzbistums Riga, sowie dessen untergeordneten Bistümern im Gebiet des ehemaligen Deutschordensstaates auf, also im heutigen Polen, Lettland, Litauen, Estland und Russland. Bischofsburgen konnten verschiedenen Zwecken dienen, wie z. B. Schutz der Bevölkerung vor heidnischen Angriffen, dem Eintreiben und Vermahlen des Getreidezehnten, Residenz für Bischöfe, etc.; ihr Aufbau richtete sich nach der jeweiligen Hauptaufgabe. So bestand ein Lagerkastell meist nur aus einer Ringmauer mit provisorischen Lagerräumen im Inneren, während zur Verteidigung ausgelegte Burgen ähnlich den Ordensburgen aufgebaut waren (jedoch ohne dem Prinzip des Konvents) und hauptsächlich Garnisonen und Wirtschaftsgebäude beherbergten.

## Übersicht
| Fischhausen |

| Georgenburg |

| Laptau |

| Medenau |

| Neuhausen |

| Powunden |

| Saalau |

| Thierenberg |

| Allenstein |

| Braunsberg |

| Frauenburg |

| Heilsberg |

| Kauernik |

| Löbau |

| Mehlsack |

| Riesenburg |

| Rößel |

| Seeburg |

| Wartenburg |

| Wormditt |

| Ostsee |

| Alt-Dahlen |

| Amboten |

| Angermünde |

| Angern |

| Anzen |

| Arensburg |

| Baltow |

| Bersohn |

| Borkholm |

| Dahlen |

| Dondangen |

| Dorpat |

| Edwahlen |

| Erlaa |

| Erwahlen |

| Falkenau |

| Fegefeuer |

| Felx |

| Fickel |

| Groß-Roop |

| Hapsal |

| Hasenpoth |

| Hochrosen |

| Holme |

| Kalzenau |

| Kasty |

| Kawelecht |

| Kirrumpäh |

| Klein-Roop |

| Kongota |

| Kokenhusen |

| Kremon |

| Kreutzburg |

| Kuimetz |

| Laudon |

| Leal |

| Lemsal |

| Lennewarden |

| Lode |

| Loxten |

| Mojahn |

| Nabben |

| Neuhausen |

| Neuhausen |

| Odenpäh |

| Oldenthorn |

| Padis |

| Pebalg |

| Pilten |

| Pürkeln |

| Randen |

| Ringen |

| Ronneburg |

| Rosenbeck |

| Ruschendorf |

| Sackenhausen |

| Salis |

| Schwanenburg |

| Serben |

| Sesswegen |

| Smilten |

| Sommerpahlen |

| Sunzel |

| Tirsen |

| Treyden |

| Türpsal |

| Uexküll |

| Ülzen |

| Villack (Marienhausen) |

| Wainsel |

| Warbeck |

| Werder |

## Liste
| Erhaltungszustand |
| --- |
| - A = in wesentlichen Teilen unverändert erhalten - B = verändert erhalten, Halbruine - C = umfangreiche Ruine - D = einzelne Baureste (z. B. Mauerstücke, Turmruinen, einzelne erhaltene Gebäude etc.) - E = geringe Ruine (z. B. Reste von freigelegten Grundmauern, Steinhaufen) - F = abgegangen (keine oberirdisch sichtbaren Baureste) - N = Neues Schloss / Herrenhaus anstelle der Burg |

| Bild der Burg | Burg (deutsche Bezeichnung)                             | Name des Ortes (deutsch)                                                                  | Name des Ortes (heutige Landessprache) | erbaut                         | Land | Provinz         | Erhaltungszustand |
| ------------- | ------------------------------------------------------- | ----------------------------------------------------------------------------------------- | -------------------------------------- | ------------------------------ | ---- | --------------- | ----------------- |
|               | Burg Allenstein                                         | Allenstein                                                                                | Olsztyn                                | 1346                           | PL   | Ermland-Masuren | A                 |
|               | Burg Alt-Dahlen                                         | Insel Dahlen oder Königsholm                                                              | Insel Dole                             | Anfang 13. Jahrhundert         | LV   | Salaspils       | E                 |
|               | Burg Amboten                                            | Amboten                                                                                   | Embūte                                 | 1265                           | LV   | Dienvidkurzeme  | D                 |
|               | Burg Angermünde                                         | Angermünde                                                                                | Angerciems                             | 1242                           | LV   | Ventspils       | E                 |
|               | Burg Angern                                             | Angern                                                                                    | Angerja bei Kohila                     | um 1400                        | ET   | Rapla           | D                 |
|               | Burg Anzen                                              | Anzen oder Antzen                                                                         | Antsla                                 | 1588 (vermutlich weit früher)  | ET   | Võru            | F                 |
|               | Burg Arensburg                                          | Arensburg                                                                                 | Kuressaare                             | 1341                           | ET   | Saare           | A                 |
|               | Burg Baltow                                             | Baltow oder Balthowe                                                                      | Baltava                                | 1375                           | LV   | Madona          | F                 |
|               | Burg Bersohn                                            | Bersohn                                                                                   | Bērzaune                               | 1382                           | LV   | Madona          | D                 |
|               | Bischofsburg Borkholm                                   | Borkholm oder Borckholm                                                                   | Porkuni                                | 1477                           | ET   | Lääne-Viru      | D                 |
|               | Burg Braunsberg                                         | Braunsberg                                                                                | Braniewo                               | 1241 (?)                       | PL   | Ermland-Masuren | E                 |
|               | Burg Dahlen                                             | Insel Dahlen oder Königsholm                                                              | Insel Dole                             | 1316                           | LV   | Salaspils       | F N               |
|               | Schloss Dondangen                                       | Dondangen                                                                                 | Dundaga                                | 1249                           | LV   | Talsi           | A                 |
|               | Bischofsburg Dorpat                                     | Dorpat                                                                                    | Tartu                                  | 1224                           | ET   | Tartu           | F                 |
|               | Schloss Edwahlen                                        | Edwahlen                                                                                  | Ēdole                                  | 1264                           | LV   | Kuldīga         | A                 |
|               | Burg Erlaa                                              | Erlaa                                                                                     | Ērgļi                                  | 1341                           | LV   | Madona          | E                 |
|               | Burg Erwahlen                                           | Erwahlen                                                                                  | Ārlava bei Valdemārpils                | 1497 (vermutlich früher)       | LV   | Talsi           | N                 |
|               | Zisterzienserkloster Falkenau (zu einer Burg befestigt) | Falkenau                                                                                  | Valkena bei Kärkna                     | 1233                           | ET   | Tartu           | D                 |
|               | Bischofsburg Fegefeuer                                  | Fegefeuer                                                                                 | Kiviloo                                | 1474 (vermutlich früher)       | ET   | Harju           | D                 |
|               | Burg Felx                                               | Felx, Felcks oder Velx                                                                    | Velise                                 | 1264                           | ET   | Rapla           | E                 |
|               | Burg Fickel                                             | Fickel                                                                                    | Vigala                                 | 1453 (vermutlich etwas früher) | ET   | Rapla           | F                 |
|               | Burg Fischhausen                                        | Fischhausen oder Schönewick (13. Jahrh.)                                                  | Primorsk (Приморск)                    | 1266                           | RU   | Kaliningrad     | E                 |
|               | Burg Frauenburg                                         | Frauenburg                                                                                | Frombork                               | 1329                           | PL   | Ermland-Masuren | A                 |
|               | Burg Georgenburg                                        | Georgenburg                                                                               | Majowka (Маёвка)                       | 1345                           | RU   | Kaliningrad     | B                 |
|               | Burg Groß-Roop                                          | Groß-Roop                                                                                 | Straupe                                | 1263                           | LV   | Cēsis           | B                 |
|               | Bischofsburg Hapsal                                     | Hapsal                                                                                    | Haapsalu                               | 1279 (vermutlich früher)       | ET   | Lääne           | B                 |
|               | Bischofsburg Hasenpoth                                  | Hasenpoth                                                                                 | Aizpute                                | 1338                           | LV   | Dienvidkurzeme  | F                 |
|               | Burg Heilsberg                                          | Heilsberg                                                                                 | Lidzbark Warmiński                     | 1350                           | PL   | Ermland-Masuren | A                 |
|               | Burg Hochrosen                                          | Hochrosen                                                                                 | Augstroze                              | 1350 (vermutlich früher)       | LV   | Limbaži         | D                 |
|               | Burg Holme oder Burg Alt-Kirchholm                      | Insel Martinsholm oder Kirchholm, versunkener Ort                                         | Salaspils                              | 1186                           | LV   | Salaspils       | E F               |
|               | Burg Kalzenau                                           | Kalzenau                                                                                  | Kalsnava                               | 1455                           | LV   | Madona          | E                 |
|               | Burg Kasty                                              | Kasty oder Alt-Kasty                                                                      | Kasti                                  | 1478 (vermutlich früher)       | ET   | Rapla           | N                 |
|               | Burg Kauernik                                           | Kauernik, Kauernick oder Kauernig                                                         | Kurzętnik                              | 1361 (vermutlich früher)       | PL   | Ermland-Masuren | C                 |
|               | Burg Kawelecht                                          | Kawelecht                                                                                 | Kavilda bei Puhja                      | 1495                           | ET   | Tartu           | D F               |
|               | Burg Kirrumpäh                                          | Kirrumpäh                                                                                 | Kirumpää                               | 1322 (vermutlich früher)       | ET   | Võru            | D                 |
|               | Burg Klein-Roop                                         | Klein-Roop                                                                                | Straupe                                | 1408                           | LV   | Cēsis           | B                 |
|               | Burg Kokenhusen                                         | Kokenhusen                                                                                | Koknese                                | 1209                           | LV   | Aizkraukle      | C                 |
|               | Burg Kongota                                            | Kongota                                                                                   | Konguta                                | 1417 (vermutlich früher)       | ET   | Tartu           | F N               |
|               | Burg Kremon                                             | Kremon oder Cremon                                                                        | Krimulda                               | 1255                           | LV   | Sigulda         | D                 |
|               | Schloss Kreutzburg                                      | Kreuzburg oder Kreutzburg                                                                 | Krustpils                              | 1318                           | LV   | Jekabpils       | A                 |
|               | Burg Kuimetz                                            | Kuimetz                                                                                   | Kuimetsa                               | 1412                           | ET   | Rapla           | E                 |
|               | Burg Laptau                                             | Laptau                                                                                    | Muromskoje (Муромское)                 | 1351                           | RU   | Kaliningrad     | F                 |
|               | Burg Laudon                                             | Laudon, Laudohn oder Lubahn                                                               | Ļaudona                                | vor 1432                       | LV   | Madona          | N                 |
|               | Bischofsburg Leal                                       | Leal oder Stenberg (früher)                                                               | Lihula                                 | 1215                           | ET   | Pärnu           | D                 |
|               | Bischofsburg Lemsal                                     | Lemsal oder Lembsel                                                                       | Limbaži                                | 1318 (vermutlich früher)       | LV   | Limbaži         | D                 |
|               | Burg Lennewarden                                        | Lennewarden                                                                               | Lielvārde                              | 1201                           | LV   | Ogre            | D                 |
|               | Bischofsburg Lode                                       | Lode                                                                                      | Koluvere                               | 1234                           | ET   | Lääne           | B                 |
|               | Burg Loxten                                             | Loxten                                                                                    | Lokstene                               | 1354                           | LV   | Aizkraukle      | E F               |
|               | Burg Medenau                                            | Medenau                                                                                   | Logwino (Логвино)                      | 1263                           | RU   | Kaliningrad     | F                 |
|               | Burg Mehlsack                                           | Mehlsack                                                                                  | Pieniężno                              | 1288                           | PL   | Ermland-Masuren | B                 |
|               | Burg Mojahn                                             | Mojahn                                                                                    | Mujāni bei Kocēni                      | 1503 (vermutlich früher)       | LV   | Valmiera        | D                 |
|               | Burg Nabben                                             | Nabben                                                                                    | Lādezers                               | 1318                           | LV   | Limbaži         | B                 |
|               | Burg Neuhausen (Königsberg)                             | Neuhausen                                                                                 | Gurjewsk (Гурьевск)                    | 1292                           | RU   | Kaliningrad     | B                 |
|               | Burg Neuhausen                                          | Neuhausen                                                                                 | Valtaiķi                               | 1338 (vermutlich früher)       | LV   | Kuldīga         | E                 |
|               | Burg Neuhausen                                          | Neuhausen                                                                                 | Vana-Vastseliina bei Vastseliina       | 1342 (vermutlich früher)       | ET   | Võru            | D                 |
|               | Bischofsburg Odenpäh                                    | Odenpäh                                                                                   | Otepää                                 | 1224                           | ET   | Valga           | D                 |
|               | Burg Oldenthorn                                         | Oldenthorn, Oldenthorne, Altenturm oder Alt-Kaster                                        | Vana-Kastre                            | 1341 (vermutlich früher)       | ET   | Tartu           | E                 |
|               | Zisterzienserkloster Padis (zu einer Burg befestigt)    | Padis                                                                                     | Padise                                 | 1317                           | ET   | Harju           | B                 |
|               | Burg Pebalg                                             | Pebald                                                                                    | Vecpiebalga                            | 1318                           | LV   | Cēsis           | D                 |
|               | Burg Pilten                                             | Pilten                                                                                    | Piltene                                | 1309 (vermutlich früher)       | LV   | Ventspils       | D                 |
|               | Burg Powunden                                           | Powunden                                                                                  | Chrabrowo (Храброво)                   | 1265                           | RU   | Kaliningrad     | E                 |
|               | Burg Pürkeln                                            | Pürkeln oder Pirckel                                                                      | Ungurpils                              | 1326                           | LV   | Limbaži         | E                 |
|               | Burg Randen                                             | Randen                                                                                    | Rannu                                  | 1471 (vermutlich früher)       | ET   | Tartu           | F                 |
|               | Burg Riesenburg (Polen)                                 | Riesenburg                                                                                | Prabuty                                | 1276                           | PL   | Pommern         | D                 |
|               | Burg Ringen                                             | Ringen                                                                                    | Rõngu                                  | 1335 (vermutlich früher)       | ET   | Tartu           | D                 |
|               | Burg Ronneburg                                          | Ronneburg                                                                                 | Rauna                                  | 1262                           | LV   | Smiltene        | C                 |
|               | Burg Rosenbeck                                          | Rosenbeck                                                                                 | Rozula                                 | 1395 (vermutlich früher)       | LV   | Cēsis           | D                 |
|               | Burg Rößel                                              | Rößel                                                                                     | Reszel                                 | 1373                           | PL   | Ermland-Masuren | A                 |
|               | Burg Ruschendorf                                        | Ruschendorf, Russendorf oder Russchendorp                                                 | Krievciem                              | 1354                           | LV   | Jēkabpils       | F                 |
|               | Burg Saalau                                             | Saalau                                                                                    | Kamenskoje (Каменское)                 | 1353                           | RU   | Kaliningrad     | C                 |
|               | Burg Sackenhausen                                       | Sacken oder Sackenhausen                                                                  | Saka                                   | 1386                           | LV   | Dienvidkurzeme  | F                 |
|               | Burg Salis                                              | Salis oder Salismünde                                                                     | Salacgrīva                             | 1368                           | LV   | Limbaži         | E                 |
|               | Burg Schwanenburg                                       | Schwanenburg                                                                              | Gulbene                                | 1340                           | LV   | Gulbene         | N                 |
|               | Burg Seeburg                                            | Seeburg                                                                                   | Jeziorany                              | 1350                           | PL   | Ermland-Masuren | E                 |
|               | Burg Serben                                             | Serben                                                                                    | Dzērbene                               | 1479                           | LV   | Cēsis           | N                 |
|               | Burg Sesswegen                                          | Sesswegen oder Seßwegen                                                                   | Cesvaine                               | 1390                           | LV   | Madona          | D                 |
|               | Burg Smilten                                            | Smilten                                                                                   | Smiltene                               | 1367                           | LV   | Smiltene        | D                 |
|               | Burg Sommerpahlen                                       | Sommerpahlen                                                                              | Sõmerpalu                              | 1555 (vermutlich früher)       | ET   | Võru            | E                 |
|               | Burg Sunzel                                             | Sunzel, Sundfels, Suntzel, Suntesell, Zunzell, Suntezell, Szunssl, Senteselle oder Sunsel | Suntaži                                | 1318                           | LV   | Ogre            | F                 |
|               | Burg Thierenberg                                        | Thierenberg                                                                               | Dunajewka (Дунаевка)                   | 1270                           | RU   | Kaliningrad     | F                 |
|               | Burg Tirsen                                             | Tirsen oder Tyrsenn                                                                       | Tirza                                  | 1390                           | LV   | Gulbene         | N                 |
|               | Burg Treyden                                            | Treyden, Treiden oder Thoraida                                                            | Turaida                                | 1214                           | LV   | Sigulda         | B                 |
|               | Burg Türpsal                                            | Türpsal                                                                                   | Järve                                  | 1508                           | ET   | Ida-Viru        | C                 |
|               | Burg Uexküll                                            | Uexküll                                                                                   | Ikšķile                                | 1185                           | LV   | Ogre            | F                 |
|               | Burg Ülzen                                              | Ülzen, Uelzen oder Ultzen                                                                 | Vaabina                                | 1555 (vermutlich früher)       | ET   | Võru            | F                 |
|               | Burg Villack (Marienhausen)                             | Villack oder Marienhausen                                                                 | Viļaka                                 | 1342                           | LV   | Balvi           | D                 |
|               | Burg Wainsel                                            | Wainsel                                                                                   | Vainiži                                | 1359                           | LV   | Limbaži         | F                 |
|               | Bischofsburg Warbeck                                    | Warbeck                                                                                   | Uue-Kastre                             | 1392                           | ET   | Tartu           | F                 |
|               | Burg Wartenburg                                         | Wartenburg                                                                                | Barczewo                               | 1364                           | PL   | Ermland-Masuren | F                 |
|               | Burg Werder                                             | Werder                                                                                    | Virtsu                                 | 1430                           | ET   | Pärnu           | D                 |
|               | Bischofsburg Wormditt                                   | Wormditt                                                                                  | Orneta                                 | 1338                           | PL   | Ermland-Masuren | D                 |